# Historia de Talaván
La Historia de Talaván (Cáceres) España. Puede conocerse desde las evidencias del Paleolítico Inferior, si bien los asentamientos localizados se corresponden con poblados prerromanos de la Edad del Hierro, con evidencias de una posterior romanización de la zona, como es el caso de la denominada «estela de Talaván». El poblamiento de la localidad se mantuvo en tiempos altomedievales, para luego entrar en la órbita de las Órdenes Militares, que repoblaron el territorio. Tras un breve periodo de pertenencia regia, pasa a convertirse en villa de señorío, primero en 1309 dentro del señorío de Monroy, y con carácter independiente desde 1458, quedando en manos de casas como las de los Benavente o los Osuna. Entre los aspectos destacables a lo largo de su historia, cabe citar la existencia de las llamadas «barcas de Talaván», que servían para cruzar el río Tajo en la ruta de la «Vereda Real de Castilla».

## Prehistoria y Edad Antigua

### La Edad de Piedra
Los primeros vestigios de presencia humana en la zona hay que situarlos en el Neolítico (5000 a. C.), como indica la piedra de afilar encontrada en esta localidad y los abundantes recursos fluviales, de caza, pesca, frutos silvestres... Un lugar idóneo para la utilización de chozas en las cercanías de ríos y arroyos (Tajo, Almonte, Talaván, Villas…). En el yacimiento de La Raña de la Higuera, algunos materiales encontrados como hendedores y bifaces, podrían anticipar la existencia de homínidos en la región en el Paleolítico Inferior.

### El Bronce Final y la Edad del Hierro
Los primeros asentamientos en la demarcación fueron El Aguijón (Trujillo) y El Castillejo (Santiago del Campo) en el Bronce Final. En la siguiente era con la llegada del Hierro se desarrolla una mejora de las técnicas agrarias, la ganadería, caza… Todo esto origina un importante aumento de la población y en consecuencia un incremento de las colonizaciones en esta comarca (Estrabón III, 1, 6). En este contexto surge Talaván (400 a. C.),.), como poblado vinculado a la explotación agrícola, ganadera, artesanal… y asociado al castro de Quiebracántaros. Este lugar sigue el patrón de los poblados lusitanos fácilmente defendibles. Lo ubican en un meandro del arroyo Villas, amurallado y con dos fosos, cercano a otros asentamientos como medida de protección (La Torrecilla, Quiebracántaros, Eberóbriga...) y con abundancia de recursos fluviales necesarios para el hábitat humano (arroyos, fuentes, pozos…). A partir del siglo I a. C. con la desaparición de los grandes castros de los alrededores se convierte en un importante núcleo de población.
En cuanto a la tribu lusitana que ocupó este solar existen discrepancias, antiguamente «Los Colarnos» (Miguel Cortés y López, 1835) y recientemente «Los Palantenses» (Alarçâo, 2000). Estas tribus capitaneadas por caudillos como Púnico, Césaro, Viriato o Táutalo, y reforzadas con numerosos mercenarios vettones, derrotaron a las legiones romanas e impidieron cruzar el río Tajo por esta zona, hasta el año 139 a. C.

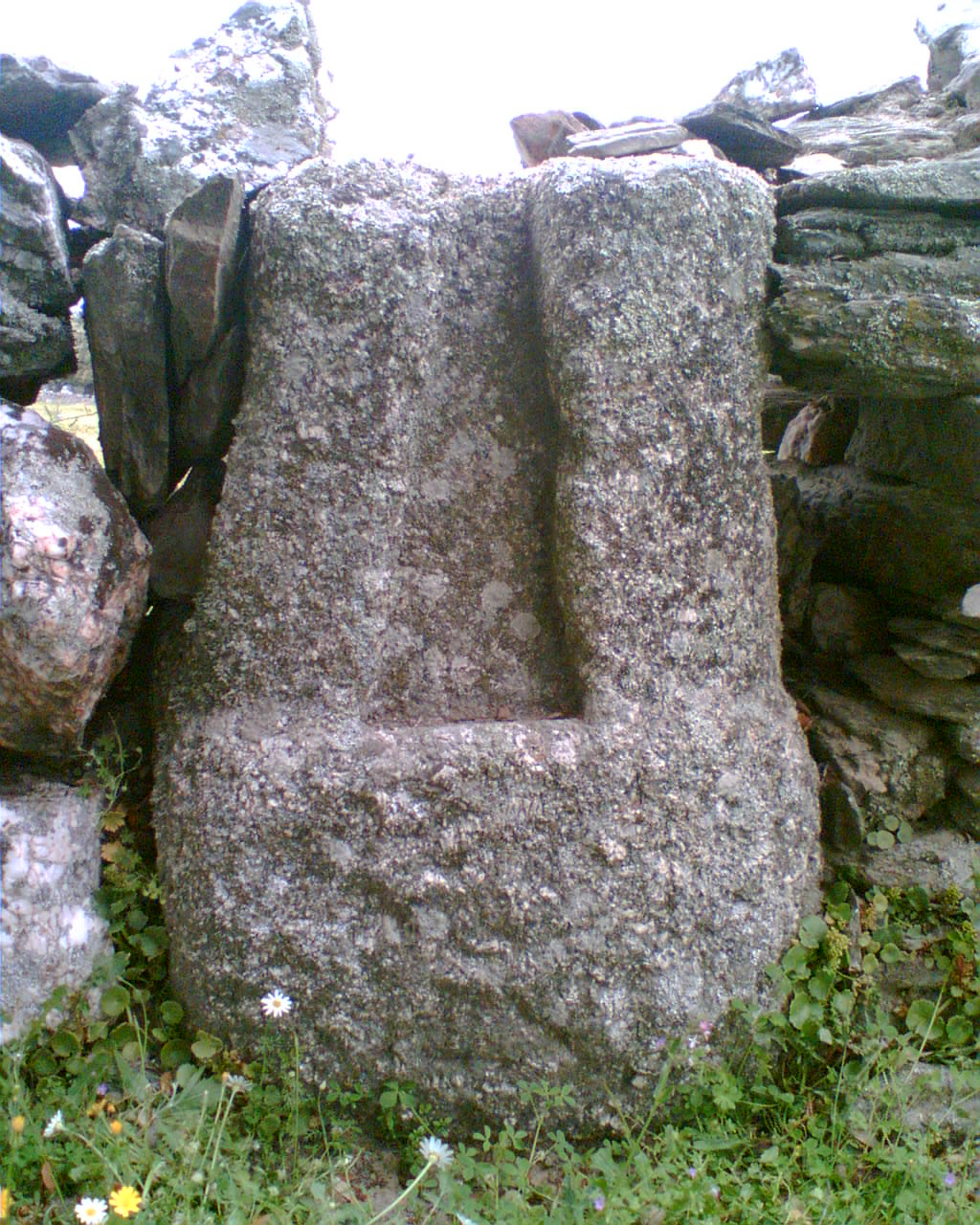
Poblado prerromano de Mailla.

Existen algunos testimonios escritos de una remota ocupación de la villa:
-En 1786 el párroco Aguilar decía lo siguiente: «… esta dicha villa fue en lo primitivo ciudad, llamada con el nombre de Te Alaban, de la que se conservan algunos cortos vestigios, al presente, de su primera fundación, como son parte de sus murallas, fosos y contrafosos, pero todo esto ya arruinado y perdido mediante el grande transcurso de tiempo que ha pasado […] y haber sido la fundación de la nominada ciudad antes del nazimiento de Xripto,...»
-En 1790, se establece la Real Audiencia de Extremadura. Como consecuencia, se presenta el documento de este mismo año, «Instrucción para la visita que deben hacer el Regente y Ministros de la nueva Real Audiencia de Extremadura>>, en este documento notifica solamente que <<…Hay tradición de que estuvo antiguamente poblada […] Tenia esta villa ordenanzas, que se dice fueron robadas con otros papeles que se conducían a Caceres para copiarlos por ser su letra antigua...»

### Época romana
-No hay indicios importantes de presencia romana, por el extraordinario encauzamiento de los ríos Tajo y Almonte, manteniendo aislada y sin gran interés estratégico este lugar durante este dilatado periodo. Los vestigios arqueológicos más cercanos se encuentran en Alconétar (puente romano, calzada, Túrmulus…), Monroy (villa romana) y un poblado tardorromano en el término municipal de Talaván.

## Edad Media

### Invasiones germánicas, árabes
-En la última etapa del Imperio Romano de Occidente se desencadena la primera invasión, son los alanos, un pueblo iranio originario del Cáucaso, con costumbres y hábitos germanos que prácticamente se fusiona con la población hispanorromana existente en la zona. A partir del 419 son los visigodos los que se hacen con el control de la región, pero solo mantienen guarniciones militares en lugares estratégicos como Alconétar. Existen restos arqueológicos visigodos cerca de la antigua ermita de La Virgen del Río (margen derecha del río Tajo), pero en el actual término de Casas de Millán.
-La invasión musulmana se produce en el 711: poco tiempo después este territorio es sometido este por el jefe militar Musa ibn Nusair, que concentra todo el empeño en el control del vado de Alconétar y la fortificación de la línea de los ríos Tajo y Almonte, fronteriza en numerosas ocasiones. Los musulmanes utilizaron los antiguos castros básicamente por su situación estratégica y el abundante material de construcción existente. Un siglo después (840), un jefe árabe llamado Zeth, asentado en Coria, gobierna la comarca. Las disidencias entre los líderes musulmanes hacen que en el 886 Aben Takit domine la parte norte de la provincia de Al-Garb, donde estaba incluida Talaván. Entre los años 980-981 se desata una decisiva ofensiva del caudillo árabe Almanzor. A principios del milenio pasa a depender del reino Taifa de Badajoz (bereberes arabizados). Poco tiempo después, en el 1086 son los almorávides, dirigidos por el Emir Almorávide Tasufin Ben Alí, los dueños de la situación. Por último, en el 1139, cuando el río Tajo hacía de frontera entre musulmanes y cristianos, se suceden diferentes acometidas de los almohades (años 1148-1174-1191) guiados por Abu Yaqub Yusuf y por su sucesor Abu Yaqub Yusuf al-Mansur.Los restos arqueológicos a destacar de esta época son: en Talaván, la Necrópolis de la Ermita, («tumbas antropomorfas excavadas en la roca»),  las torres de La Lucía junto al arroyo de La Torre, la de Velasco Muza,  y La Grega en el río Tajo. Alconétar con el castillo, Villasviejas del Azuquén de La Villeta («confluencia de los ríos Almonte y Tozo»'), Monfragüe (castillo de Almonfragüe) y en Hinojal el arrabal de La Macarrilla origen del actual pueblo, con un cementerio árabe junto a la ermita templaria de San Berto (construida sobre una atalaya) son las únicas huellas de la presencia musulmana en la comarca.

### Los Templarios (1167-1268)
La etapa comenzó en el año 1167 con la conquista por parte de Fernando II de León de las tierras al sur del río Tajo que entregó a la Orden del Temple con la finalidad de consolidar esta frontera y en agradecimiento a la colaboración prestada en su liberación. Los templarios crearon la encomienda de Alconétar; a esta unidad territorial perteneció la aldea de «Talauan y su campo». Este dominio fue temporal, puesto que se produjeron varias contraofensivas Almohades en los años 1148, 1174 y 1191. Estos ataques junto con el deseo de imponer el gravamen por el cruce del río denominado «el portazgo», ocasionaron la creación del paso de Talauan (puerto de Talaván). Este paso significó una alternativa de escape que alcanzó su mayor protagonismo con la destrucción del puente romano de Alconétar, en junio de 1222 por tropas Almohades. El dominio espiritual dependía del obispado de Coria y el territorial correspondía al concejo de Plasencia: «…Et ultra fluvium Tagum, […] Et de Portu de Ibor, sicut itur in directum ad rivum qui dicitur Almont. Et Almont ad jussum, sicut cadit Geblancus in Almont. Et Geblanco arriba, sicut itur ad Tamujam et…» (Privilegio Fundacional de Plasencia, Alfonso VIII, 1184).
La conquista definitiva la realizó el rey leonés Alfonso IX en 1225, devolviendo estos territorios a los templarios. Al mismo tiempo tiene lugar la recuperación de la villa de Cáceres, estableciéndose el fuero de dicha villa en la que se incluía «Talaván y su campo», produciéndose de este modo una doble dependencia: «… et dende como cae el arroyo de la Figuera en Almont, et en so derecho en Talauan; et desi a la torre de Belasco Muza en Taio. […] al arroyo de Gebalnzo; et el arroyo aiuso como ua pora los Almadenes; et dende como passa el sendero de don Uermundo en Almont, et por medio de las cabezas de Mont-Roy, como entra el sendero de don Uermundo en la Xara; et desend a la torre de la Greda; et desende como cae el arroyo de la Covacha en Taio…». (Fuero de Cáceres, Alfonso IX 1227-29). Este documento también es significativo porque reseña la pertenencia del puerto de Talaván al concejo de Cáceres: «… et Taio arriba et Taio aiuso, uados et puertos, entradas et exidas alende et aquende, con todas sus carreras también alende como aquende, di como cae el arroyo de la Couacha en Taio, hata como cae el arroyo de la torre de Blasco Muza en Taio, do io todo al conceio de Cáceres,…». (Desde el arroyo de la Covacha hasta el arroyo Mayas La Torrecilla solamente existía el puerto de Talaván).
La etapa del Temple finalizó debido a que las órdenes autóctonas de Alcántara y los Frates o caballeros de Cáceres (posteriormente Orden de Santiago), no entendían que una Orden foránea tuviera tantos privilegios: caminos más transitados (La Plata o Guinea, Dalmacia, Talaván...), feria de ganados en la villa de Alconétar, reliquia del mantel de la última cena en la capilla del castillo… Estas desavenencias originaron saqueos, robos, incendios de aldeas y las inevitables muertes de campesinos. El mayor ataque se desató en el año 1257, la Orden de Alcántara atacó posesiones templarias y la réplica de la encomienda de Alconétar fue contundente, causando numerosas bajas y llegando a ocupar la villa y el puente de Alcántara.
Este mismo año el rey Alfonso X de Castilla el Sabio convocó a ambas partes para dirimir el pleito y al año siguiente, el 28 de marzo reunió a la encomienda y a los Frates de Cáceres. La frágil tregua no se mantuvo mucho tiempo, puesto que en 1266 se desencadenó un nuevo ataque de los de Alcántara. Estos hechos motivaron que el rey firmara el 4 de julio de 1268 en Alcalá de Henares (Madrid), la cesión de Alconétar (Alcontra de los templarios y su jurisdicción en la cual se incluía Talauan) a su hijo, el infante Fernando de la Cerda. Esta cesión fue el origen del posterior Infantado de las Siete Villas: Alburquerque, Alconétar, Galisteo, Granadilla, Montemayor, Ledesma y Salvatierra.

### Talaván en el poder Regio (1268-1309)
Es un período breve, pero decisivo para el destino de la aldea de Talaván, primero con la separación definitiva de la villa de Alconétar y segundo con la pertenencia «resuelta» al concejo de Plasencia y posterior creación del señorío de Monroy, donde quedaría incluida.
El infante Fernando de la Cerda murió en plena campaña contra los musulmanes en 1275 y todas sus posesiones pasaron a su hijo primogénito Alfonso de la Cerda. El rey Alfonso el Sabio falleció en 1284 y nombró heredero a su nieto Alfonso de la Cerda «el Desheredado», pero su segundo hijo Sancho usurpó el poder y reinó con el nombre de Sancho IV «el Bravo». Sancho estaba casado con María de Molina que también fue reina regente desde 1295 hasta 1301 y desde 1313 hasta 1325 (minoría de edad de su hijo Fernando IV «el Emplazado» y de su nieto Alfonso XI de Castilla ). Estos sucesos determinaron que Talaván terminara perteneciendo al rey Sancho IV', que cedió su jurisdicción al concejo de Plasencia, permaneciendo vinculada espiritualmente al obispado de la misma ciudad.
Los Templarios siguieron en Alconétar, puesto que el rey Sancho IV confirmó el derecho de portazgo a la Orden el 7 de noviembre de 1290. El declive de su presencia en la región se produce con la sentencia dictada el 2 de mayo de 1292 por el rey, que establecía los límites entre el concejo de Plasencia y la villa de Alconétar, esto supuso la pertenencia de Talaván a la entonces «todopoderosa» ciudad de Plasencia, el abandono del puente y de la villa de Alconétar por los Templarios y el progresivo desplazamiento de sus habitantes a la cercana aldea de Garro: «... mandamos que el concejo de Plasencia use, labrando, paciendo, criando, arando, venando, desde donde cae la garganta de Guadaserna del Tajo, en su derecho pasando el Tajo como da en el Torrejón y del Torrejón como da en su derecho en la carretera de Cáceres, y la carretera así como da en el Almonte en el vado que dicen de la Sosa; y destos mojones que so dichos arriba, que se usen según dicho es.[...] Y defendemos de la Orden sobredicha y los Comendadores que estuvieren en el puente de Alconétar, ni otro ninguno, no usen destos mojones arriba. [...]. Y dadamos de destos mojones y deste camino ayuso hasta el puente use la Orden...».
Una familia de nobles placentinos se encontraba muy vinculada a la reina María de Molina: nos referimos a su confesor y abad de Santander Nuño Pérez y a su copero mayor Fernán Pérez. Estas circunstancias fueron utilizadas por el concejo de Plasencia para desafiar al de Cáceres, mediante un ordenamiento a favor de Fernán Pérez. El texto restituye la propiedad de los territorios al norte del río Almonte (Talauan y su campo) al concejo placentino, cuya jurisdicción compartía con el de Cáceres: «… sepan quantos esta carta vieren cómo nos, el concejo, acatando los buenos deudos y el buen parentesco que habemos con Basco Nuño Pérez, capellán del rey e de la reyna su muger, e con Fernán Pérez Monroy […] dámosbos e otorgámosbos el cortijo que dicen de Monroy, que es allende de Tajo en el campo de Talauan para facer puebla e fortaleza….» Este documento fue en realidad un «cheque en blanco» para apoderarse de todo el territorio y librarse para siempre de las posibles reivindicaciones del concejo de Cáceres, dando libertad de movimientos a su propietario: «… que sea vuestro libre e quito por juro de eredamiento para siempre jamás para bos e para bos que lo vuestro heredaren con montes e con fuentes e con pastos e con prados con entradas y salidas en tal manera que non lo podades vender e dar nin empeñar nin enagenar […] e para facer puebla e fortaleza o fortalezas si quisieredes e para os aprovechar de ello en aquella manera que vos mas quisieredes…» La carta estipulaba el ulterior destino de los territorios, cuidándose de que no retornasen al concejo de Cáceres: «… no non podades vender nin dar nin enagenar a orden nin a iglesia nin a otro home que sea de fuera o de Plasencia…>». El escrito estaba fechado en 1287 y fue expedido para la confirmación de Sancho IV, acto que el rey no plasmó, puesto que necesitaba de todos los apoyos en las disputas y rivalidades que mantenía con los infantes de la Cerda y en las numerosas campañas contra los musulmanes. El documento sería ratificado por su hijo Fernando IV, el 21 de abril de 1309, dando origen al señorío de Monroy, siendo el primer señor del mismo Fernán Pérez de Monroy.

### La repoblación del campo de Talaván: el mayorazgo (1309-1404)
El concejo de Plasencia ultimó inequívocamente sus pretensiones territoriales sobre el campo de Talaván, centrándose en los beneficios económicos derivados del puerto y del «servicio y montazgo», como se afirmaban en los pleitos entre el alcalde mayor de la Mesta y el concejo en 1417 y también estipulado en las ordenanzas de Plasencia del año 1469, especificando que «:…eçeto Talauan e Pasarón e Saraiçejo que antiguamente fueron francos.»
El campo estaba comprendido entre los ríos Tajo y Almonte y en esta época registraba una baja densidad de población.
La repoblación del campo fue extremadamente compleja. En la parte oeste estaba situada la villa de Alconétar y a su alrededor fueron apareciendo pequeños núcleos de población, eminentemente ganaderos, básicamente para el aprovechamiento de pastos, como Casasola, Ynoxal, Prescribán y Santiago del Campo. Al sur junto al río Almonte surgió la fortaleza y villa de Monroy. Al este la villa de 'Almonfragüe, 'Las Corchuelas y posteriormente Torrejón el Rubio.
Una parte importante del campo incluía el recién creado señorío de Monroy, que englobaba la villa de Monroy y la aldea de Talaván, siendo el primer señor del mismo Fernán Pérez. Este señorío se caracterizaba por la falta de una demarcación definida. Esta circunstancia fue aprovechada por su dueño para incrementar su patrimonio con nuevos territorios cercanos, pero se desencadenan una serie de acontecimientos que ponen en riesgo sus propiedades, tales como la muerte de su protectora la reina María de Molina en 1321 y el fallecimiento en 1326 de su hermano y benefactor Nuño Pérez, del cual había heredado Valverde y la parte que tenía en Monroy, en Talaván y en el campo de Talaván «según el testamento del confesor de la reina, otorgado el 31 de julio de 1326.» Sin embargo la causa más trascendental fue el otorgamiento, por parte de Alfonso XI en 1340, de la carta de repoblación de «El Garro de la Viella» (Garrovillas de Alconétar), cuya demarcación respetaba los límites que le fueron concedidos al concejo de Cáceres e incluían también parte del campo: «…rio almonte a vadera rio do da o camino que viene le casar a san jacome atraviesa por a vadera sube sus dereyto arauche gordo que es somo do riel dy dereyto a somito redondo que es asomante a casa de (voz dudosa) que es somo llano y a dar a primero regueyro y viene de os llabrados todo o reguero yus a do juntan dos regueyros es una verguejuella labrantia […] y a dar a o rio de tajo a pedriza da vadera de aceucho neyra en dereyto de o regueyro questa de otro cabo que llaman pizarroso…». Garrovillas de Alconétar aglutinó en su circunscripción a las poblaciones de Alconétar, Cabezón, Cañaveral, Casasola, Monrobel, Prescribán, Santiago del Campo, Ynoxal.
Uno de los lugares preferidos por el rey Alfonso XI, para la caza del oso en la tierra de Plasencia era la sierra de la Quebradas en el Campo de Talaván. (Libro de monterías del rey Alfonso XI).
Ferrán y su esposa Estefanía Rodríguez, en un primer momento, se salvaguardaron recurriendo al derecho castellano creando el mayorazgo de Monroy y Valverde. Esta solución fue provisional, puesto que todavía persistía el anacronismo de Talaván' y parte de su campo (casa de la Paz). El señor de Monroy solventó definitivamente el problema confiriendo el rango de villa a Talaván e integrando la casa de la Paz' en el mayorazgo, y por último transmitiéndolo a su hijo para evitar posibles problemas sucesorios. El 6 de agosto de 1346 en Zamora, se constituyó finalmente el mayorazgo de Monroy, Valverde, Talaván y la casa de la Paz (actual dehesa de Talaván), siendo titular del mismo Fernán Pérez de Monroy (hijo). Este contrajo matrimonio con Inés Rodríguez, fruto de este enlace nació Estefanía Fernández de Monroy que heredó el mayorazgo. Estefanía se casó en primeras nupcias con García Álvarez de Toledo, que falleció en 1370, y al año siguiente con García González de Herrera, mariscal de Castilla, uno de los personajes más influyentes de la época. El mariscal fue el primer impulsor de la villa de Talaván, aprovechando todos los recursos derivados principalmente del camino de Talaván, y construyendo en la villa una casa-palacio y en el río Tajo un canal de pesca, un batán, molinos… pasando a ser unas de las villas más rentables de sus posesiones.
En 1390 fallece Estefanía sin descendencia y ese mismo año el mariscal se casa con María de Guzmán; fruto de este matrimonio nació su hija Elvira García. El mariscal hace una partición del mayorazgo el 9 de agosto de 1400; Monroy pasa a otro Fernán Pérez (nieto del fundador del señorío); Valverde y Talaván a Alfonso Fernández de Monroy, con la condición de que contrajese matrimonio con su hija Elvira, la cual fallece a la edad de diez años sin haberse celebrado dicho enlace. El mariscal en la división del mayorazgo cedió la mayoría de los territorios a la familia Monroy, para evitar posibles litigios (dehesas de Las Quebradas, La Jara, La Fontanilla...). La obsesión de García González de Herrera por Talaván ocasionó que esta villa lograra conservar una estrecha franja de terrenos a ambos lados de su camino. Estos dos antecedentes, establecerían la ulterior demarcación de Talaván (únicamente ampliada con la desaparición de la población de Casasola). El 8 de enero de 1404 en Medina del Campo, el mariscal legó finalmente Valverde y Talaván a su amigo el infante Fernando de Antequera, hermano del rey Enrique III el Doliente. La amistad entre estos dos personajes surgió debido a que el infante estaba casado con su tía Leonor de Alburquerque «la Ricahembra», hija del conde Sancho de Castilla, protector del mariscal.

### Valverde y Talaván (1404-1458)
La cesión de Valverde y Talaván al infante originó algunos pleitos con la familia Monroy. Estos llegaron hasta el rey Enrique III que sentenció a favor de los Monroy, pero el infante hizo caso omiso y se quedó con los territorios. Los litigios finalizaron al ser Fernando investido rey de Aragón (como Fernando I de Aragón). Valverde y Talaván retornan al poder real hasta el año 1415. Este año se celebró el matrimonio del hijo de Fernando I, Alfonso (futuro Alfonso V de Aragón) con María de Castilla (hija de Enrique III). María fue acompañada hasta la corte por el conde de Buelna, Pero Niño. Fernando I concedió al conde las villas de Valverde y Talaván por ser un fiel vasallo, según las crónicas de la época; pero en el testamento del conde, otorgado el 29 de diciembre de 1452, figuraba como propietaria de las villas su mujer Beatriz de Portugal, condesa de Buelna,  prima del rey Fernando I: «…las villas de Valverde e Talauan e sus tierras e terminos e jurediçiones e señorios, e rentas, e pechos […] que fueron e fyncaron de la condesa doña Beatriz…». Esta supuesta contradicción es una consecuencia de los hechos ocurridos: Beatriz de Portugal era heredera de unos extensos dominios que el rey deseaba incorporar a su patrimonio mediante el enlace de Beatriz con el infante Enrique de Aragón, pero Pero Niño se adelantó raptándola y casándose con ella. Fernando I de Portugal reaccionó confiscando todos los territorios de su prima. En el año 1415 llegan a un acuerdo; el rey ofreció el perdón e incorporó los territorios confiscados a sus dominios, concediéndoles a Pedro y a su esposa las villas de Valverde y Talaván. Este arreglo se hizo sin el consentimiento de Beatriz, que perdió todo el patrimonio heredado de su padre Juan de Portugal, I duque de Valencia de Campos.
Las villas y sus territorios se distribuyeron entre las tres hijas del matrimonio: María, Leonor e Inés. Esta última, por su condición de abadesa de Santa Clara (Valladolid), cedió su parte a Leonor. A María le correspondió Talaván, parte de las dehesas de Arroyo del Horno y Los Chistes: «…Maria Niño en cuenta de su terçia parte […] aya libremente la villa de Talauan con su castyllo e casa fuerte e con señorio […] e con las açeñas que son en el río Tajo…». A Leonor le correspondió Valverde, pero no se conformó con el reparto: «…doña Maria le deuen fazer equivalencia e satisfacción de la demasya que vale la dicha villa de Talauan, especialmente por los muchas rentas de pechos e derechos e con otras rentas que en la dicha villa de Talauan ay, que non ay en la dicha villa de Valverde…». Esta falta de entendimiento ocasionó la ocupación por la fuerza de la villa de Talaván por parte de García de Herrera, consorte de María, en 1454. Su cuñado Diego de Estúñiga ayudado por el conde de Plasencia le declaró la guerra, haciendo intervenir al rey Enrique IV de Castilla para solucionar la situación. El rey se remitió a lo declarado en el testamento del conde de Buelna'. Esta adjudicación de parte de la herencia del conde de Buelna' a su hija María Niño' originó el 11 de noviembre de 1458 el señorío de Talaván.

### El señorío de Talaván (1458-1837)
María Niño fue la primera señora de Talaván como señorío independiente. María emprendió su gestión con una pésima noticia: el concejo de Plasencia acordó construir un puente para salvar el curso del río Tajo en Monfragüe «el puente del Cardenal». El concejo concedió prioridad a las comunicaciones con Trujillo, en detrimento de la emergente ciudad de Cáceres'. Los habitantes y viajeros de esta última ciudad debían efectuar el cruce del Tajo, en las lentas y peligrosas barcas de Alconétar o Talaván. Esta decisión fue adoptada por el obispo de Plasencia (posteriormente cardenal) Juan de Carvajal, para favorecer los intereses de su primo García López de Carvajal, primer señor de Torrejón y Las Corchuelas.
La villa de Talaván figuraba entre las ciudades y villas que en 1485 aportaron cinco mil peones (espingarderos, ballesteros y lanceros) para conquistar el reino nazarita de Granada. Los Reyes Católicos agradecieron la ayuda el 16 de mayo de 1486 en Alcalá de Henares.
Las relaciones entre la ciudad de Plasencia y la villa de Talaván se deterioraron debido a los impuestos de barcaje exigidos a los habitantes de la villa. Al pleito se adhirió la villa de Serrejón compareciendo en marzo de 1492 ante el Consejo Real, que sentenció a favor de las villas.
María Niño estaba casada con García de Herrera (nieto del mariscal García Herrera); fruto de este matrimonio nació lanca Enríquez de Herrera, segunda señora de Talaván; heredó de su madre la villa de Talaván, la mitad de la dehesa de Arroyo del Horno, las dehesa de la Lucía y de La Paz y dos pares de aceñas en el río Tajo, según el testamento de María otorgado el 6 de marzo de 1485. Blanca' se casó en primeras nupcias con Alonso Téllez Girón, hijo bastardo de Pedro Girón maestre de la Orden de Calatrava, que murió en 1469 de una infección sufrida por una torcedura jugando a la pelota, en la villa de Almagro (Ciudad Real).
En esta época comenzó la construcción de la cabecera (bóveda de crucería) de la iglesia de la villa de Talaván.
El segundo casamiento de Blanca tuvo lugar en 1472 con Bernardino Fernández de Velasco (condestable de Castilla), una de las familias más poderosas del reino de Castilla. De este matrimonio nació una hija, Ana de Velasco y Herrera la tercera señora de Talaván. Ana se desposó con Alonso Pimentel y Pacheco (V conde y II duque de Benavente), una de las familias más notorias de la época. Este enlace suscitó el dominio temporal de los condes de Benavente sobre el señorío.
El espadero Diego de Talaván, primer aventurero conocido de la villa e integrante del segundo viaje colombino, murió en las Indias el 27 de diciembre de 1496, cuando Colón ya había vuelto a la Península.

## Edad Moderna

### Pertenencia a la Casa de Benavente (1501-1771)
El señorío de Talaván perteneció a la casa ducal de Benavente durante doscientos setenta años.
Los de Benavente confirieron el escudo de armas de la villa: león con corona y separada por una banda unas conchas (símbolo de la Casa de Benavente), que significaba la reconquista y pertenencia de la villa al reino de León y propiedad temporal de los Condes de Benavente, respectivamente. En este periodo los hechos más destacados fueron:
El párroco de la villa en el periodo 1500-07 era García Álvarez de Toledo hijo del alcalde de Toledo, Luis Álvarez de Toledo, (según el testamento de este último y justificaría la antigüedad del templo de la villa).
El segundo aventurero conocido de la villa se llamaba Lorenzo Hernández', hijo de Luis Hernández y Juana Sánchez, se embarcó para las Indias el 29 de octubre de 1512.
En 1514 se efectuó un acta de deslinde y vecindad con la villa de Garrovillas y las aldeas de Hinojal y Cañaveral, con la finalidad de resolver los problemas derivados de la desaparición de la aldea de Casasola. Este documento se conserva en el archivo municipal de Garrovillas de Alconétar.
El camino de Talaván alcanza su mayor notabilidad con la construcción de los puentes de Don Francisco en 1554, según la inscripción que figura en el centro de los mismos sobre una hornacina. Estos puentes favorecieron las comunicaciones entre las ciudades de Cáceres y Plasencia. Las descripciones más antiguas de dichos puentes son las siguientes:
«…Igualmente conviene hacer mención de los puentes de Don Francisco […] Se hicieron dichos puentes sobre los ríos Almonte y Tamuja antes de juntarse, donde la tierra forma una punta. En aquella legua que es corta, se halla una calzada tan buena como la que hay desde Madrid a Aranjuez, que une los dos puentes…>> »(Antonio Ponz, 1778).
«…se encuentra en el camino de Talaván a Cáceres, […] la confluencia del río Almonte con el Tamuja, abrazando ambas corrientes de modo que són más propiamente dos puentes, y consta cada uno de un arco y dos ventanas a los costados; se halla sin pretiles y a pesar de su regular elevación se ve cubierto de agua en las grandes crecidas de los dos ríos. Se les llama los puentes de don francisco, pues fueron construidos en tiempos de Carlos I de España a expensas de don francisco de Carvajal y Sande, natural de la villa de Cáceres» (Pascual Madoz, 1846).
Los primeros testimonios escritos referentes al camino de Talaván los encontramos en las Ordenanzas de Cañaveral (1552):«… el mojón del exido corriendo el arroyo de Guadahanzil arriba, a dar en la vereda de Talaván, y la vereda de Talabán adelante a dar Pizarroso …».
En este periodo se produce otra pérdida de jurisdicción territorial de la villa y del ya extinto campo de Talaván, motivado por la conversión de la aldea de Serradilla en Villa de Realengo (Carta Real de Serradilla, 1557). Entre los territorios (dehesas de particulares) que pasaron a depender de la nueva villa destaca la dehesa de Los Chistes.
«… lugar de la Serradilla, que ha sido tierra y jurisdicción de la Ciudad de Plasencia, nos hizo relación que en el dicha lugar hay cuatrocientos cincuenta y tres vecinos y tiene sus términos amojonados, conocidos y divididos, por sus hitos y mojones, de los lugares con quienes confina, que son: con Baldíos de la dicha ciudad de Plasencia, con las villas de Mirabel, Talaván, Torrejón, La Corchuela, los lugares de Casas de Millán, Malpartida, dehesas de particulares y Río Tajo, que son tierras y jurisdicción de la dicha ciudad.»
El rey Felipe II emitió en 1570 una célula en la que ordenaba a los oficiales de la villa de Talaván que no repartiesen alcabalas y pechos a Frey Diego de Castrillo y Guzmán.
El periodo comprendido entre 1576-1621 coincide con la realización de las principales obras en la villa de Talaván, en el cual ejerció como señor Juan Alonso Pimentel de Herrera (VIII conde y V duque), quien se distinguió por su interés por la cultura, principalmente el arte.
También en 1576 contaba esta villa con corregidor propio, nombrado personalmente por el duque de Benavente. La tasa más alta que se paga era 3282 mrs. /anuales por casa. El precio de la fanega de trigo en el periodo comprendido entre 1557-70, fue de 19 reales y bajó hasta los 14 reales en 1570.
La finalización de las obras de la iglesia tuvo lugar en 1588 con la construcción del coro, según la inscripción en el mismo: SIXTO V. PP./1588/ PHILIPPO REG.
En 1598 la zona es arrasada por la peste, diezmando a la población.
Entre las aportaciones originarias de la villa destaca el chozo de nuez', muy popular entre los pastores de otras comarcas. También los talavaniegos se distinguieron por las elaboraciones de cataplasmas y jugos elaborados con la planta «Ombligo de Venus u Oreja de Fraile», conocidas por sus propiedades curativas desde la antigüedad.
El 29 de enero de 1608 se otorgó licencia de explotación de una mina de alcohol (sulfuro de plomo), en un cercado situado en el camino a Monroy.
La fuente de la Breña fue construida en el siglo XVII (durante el reinado de Felipe III, como demuestra la inscripción que figura en el centro de la misma «MARCO 1612» en forma de arimez sobre un muro.
El proyecto de navegabilidad del río Tajo elaborado en 1641 por los técnicos italianos, Luis Carduchi y Julio Martelli, describen en dicho río en la zona de la villa: la presa, los molinos y por primera vez se menciona la ermita de Nuestra Señora del Río.
A mediados del siglo XVIII aconteció la vida y obra de uno de los personajes más relevantes de la villa: el escritor Rafael de la Torre.
La propiedad de la casa de Benavente se mantuvo hasta 1771, que pasa a propiedad de la casa de Osuna por el matrimonio de María Josefa Pimentel (XV condesa, XII duquesa de Benavente) con su primo hermano Pedro de Alcántara Téllez-Girón (IX duque de Osuna).

### Pertenencia a la Casa de Osuna (1771-1837)
La Casa Ducal mantuvo su dominio sobre la villa hasta la disolución del régimen señorial en 1837; en este periodo merece destacarse:
- Santiago Vivas y Muñoz fue párroco de Talaván hasta 1774 y posteriormente abad de Las Villuercas y fundador de numerosas obras benéficas.
- Carta que el cura rector de la villa de Talaván remitió al geógrafo de Carlos III en 1786, para la realización de un diccionario geográfico de España, en la que describió la vida y costumbres de la época en la villa.
- En 1790 se establece la Real Audiencia de Extremadura. Como consecuencia se presenta el documento: «Instrucción para la visita que deben hacer el Regente y Ministros de la nueva Real Audiencia de Extremadura.» Este documento es un informe detallado sobre la villa.
- En 1782 el concejo de Plasencia transfiere Valdelacasa a Monroy en perjuicio de Talaván. En compensación el concejo le otorgó el terreno conocido como «Las Reyertas de Arriba y Abajo» (antiguo término de Casasola), que compartía jurisdicción con Hinojal.
- En Talaván se expedían las guías que amparaban el tránsito de ganados, se abonaban los impuestos correspondientes «Justos Derechos a S.M.» y posteriormente eran visadas por el escribano de la villa. Se conservan algunos ejemplares de los años 1750-98 en distintos archivos municipales, principalmente en León.
Una vez disuelto el régimen señorial, el duque de Osuna Pedro de Alcántara (XI Duque de Osuna), mantuvo un pleito con los vecinos de la villa que se negaron a pagar el «onceno» de los frutos y ganados que se criaban en el término de Talaván y el 8 de marzo de 1838 un juez de Garrovillas de Alconétar sentenció a favor del duque.
El 4 de noviembre de 1861 se creó la Sociedad Agrícola de Talaván, constituida por 69 vecinos para la compra de varias dehesas: Fuente del Guijo, Juana Morena, Guijo de Carrascosa…
Unos años más tarde, en 1874, los vecinos del municipio vuelven a negarse a pagar el onceno, esta vez a los herederos del marqués de Casariego, beneficiario de la quiebra de la Casa de Osuna, iniciándose un pleito que llegó al Tribunal Supremo, que sentenció a favor de los herederos del marqués.

## Edad Contemporánea

### La Guerra de la Independencia (1808-1811)
Talaván en la Guerra de la Independencia, debido a su situación estratégica y a su importante paso sobre río Tajo (barcas de Talaván), se vio sometida al azote continuo del ejército francés, bajo cuyo dominio permaneció la villa casi ininterrumpidamente desde agosto de 1809 hasta finales de 1811, con la retirada del ejército francés hacia el norte (Ciudad Rodrigo, Salamanca). Las crónicas de guerra francesa y las correspondencias de guerra del Duque de Wellington mencionan su paso por Talaván:
- El obispo extremeño presidente de la Junta de Defensa de Plasencia y posterior diputado a las Cortes de Cádiz, Lorenzo Igual de Soria y Martín de Hijas, perseguido por los franceses se refugia en Talaván el 16 de marzo de 1809 procedente de Plasencia.
- La Junta de Defensa de Plasencia se refugia en Talaván el 11 de agosto de 1809, ante la entrada en la ciudad del ejército francés, mandado por el mariscal Soult con 20.000 infantes y 2.600 jinetes de caballería. En agosto de 1809 llegó a Badajoz el duque de Wellington, la Junta de Plasencia lo esperaba en Talaván, que adelantó 26 000 duros de plata de nuevo cuño, para los gastos de alojamiento del duque. 
- El marqués Wellesley K.P. comunica a su hermano menor el mariscal de campo del ejército inglés Arthur Wellesley, duque de Wellington, que el 14 de agosto de 1809 se han detectado patrullas francesas en las inmediaciones de Talaván. El mismo día despliega para la zona al 40.º Regimiento de su ejército, comandado por el Coronel Conyngham Ellis para hacerse con el control de la villa y de esta importante vía de comunicación, que permanece bajo control inglés hasta el 20 de agosto de 1809, con el repliegue del ejército inglés hacia la provincia de Badajoz.
- El general francés Reynier que mandaba el 2º Cuerpo del ejército del mariscal Jean de Dieu Soult se hace con el control del valle del Tajo en marzo de 1810. Una parte de este ejército, después de las operaciones en el río Salor, Arroyo del Puerco (actual Arroyo de la Luz) y en la Roca de la Sierra, cruza el río Tajo por Talaván el 16 de julio de 1810 hacia el sur de Coria, donde se agrupó para realización de intervenciones en Portugal.
El asalto a Talaván por el ejército de Juan Martín Díez «el Empecinado» el 19 de 0ctubre de 1823.
Publicado por el periódico El Restaurador el 25 de octubre de 1823
«...Acaban de llegar varios vecinos de Talaban, y cuentan horrores de aquel desgraciado pueblo de Cáceres. Uno de ellos con quien he hablado, me asegura, que yendo por cal, le embargaron para enterrar a los muertos. Esto fue después de dos días que ya lo estaban haciendo otros. Dice que entre él y otros dieron tierra á unos 50, y que conoció al tio Canelo, á un tal Pepe Colo, á Domingo el Barquero, Diego Correa, Diego Merino, hijo del tio Merino, el Carnicero de la pata mala, al tio Moreno, y a otros que no me acuerdo. A un tal Carrasco, que vendía tabaco en la plaza, y que vive calle de Gallegos. También degollaron los enfermos que había en el hospital porque tomaron las armas á favor del pueblo. Entre éstos se hallaban 6 del Cura Merino. De unos 30 que había del guerrillero Antonio Peranton, solo éste con dos se fugaron. Al tio Manzano que fue guarda de la villa, le encontraron hecho carbón en su casa, que fue incendiada. Son muchos los horrores...»